# Smittia zonata
Smittia zonata är en tvåvingeart som först beskrevs av Tokunaga 1964.  Smittia zonata ingår i släktet Smittia och familjen fjädermyggor. Inga underarter finns listade i Catalogue of Life.